# Elektrische Strassenbahn Zürich–Höngg
| Wagen der Z-H auf dem Steg neben der Wipkingerbrücke |                     |                    |                    |
| Strassenbahnstrecke 1913 |                     |                    |                    |
| Streckenlänge: | 3,012 km            |                    |                    |
| Spurweite: | 1000 mm (Meterspur) |                    |                    |
| Stromsystem: | 600 =               |                    |                    |
| |                     |                    |                    |
| \| \| 0,000 \| Escher-Wyss-Platz \| Escher-Wyss-Platz \| \| \| \| Wipkingerbrücke \| \| \| \| \| \| \| \| \| 3,012 \| Wartau Höngg Depot \| Wartau Höngg Depot \| |                     |                    |                    |
| Kopfbahnhof Streckenanfang | 0,000               | Escher-Wyss-Platz  | Escher-Wyss-Platz  |
| Brücke |                     | Wipkingerbrücke    | Wipkingerbrücke    |
| Strecke |                     |                    |                    |
| Kopfbahnhof Streckenende | 3,012               | Wartau Höngg Depot | Wartau Höngg Depot |

Die Elektrische Strassenbahn Zürich–Höngg (Z-H) war eine Strassenbahngesellschaft in der Schweiz, die auf dem heutigen Stadtgebiet von Zürich verkehrte. Sie wurde 1898 gegründet und war eine von acht Vorgängergesellschaften der heutigen Verkehrsbetriebe Zürich (VBZ). Die Z-H verband Zürich mit der damals eigenständigen Vorortsgemeinde Höngg. Ihre Infrastruktur ging bis 1923 schrittweise im Zürcher Strassenbahnnetz auf.

## Geschichte
Bereits 1894 war die Kommunalisierung der Strassenbahnbetriebe in einer Volksabstimmung beschlossen und zwei Jahre später vollzogen worden, doch auch danach entstanden private Tramgesellschaften. Sie erschlossen Gebiete, an denen die Städtische Strassenbahn Zürich (StStZ, heutige VBZ) angesichts knapper finanzieller Mittel vorerst kein Interesse zeigte. Im Gegensatz zu anderen Vororten wies das am Rande des Limmattals gelegene Weinbauerndorf Höngg ein geringes Wachstum auf, da von der Stadt aus täglich nur zwei Postkutschen dorthin verkehrten. Um die Wohnbautätigkeit anzukurbeln, konstituierte sich die Strassenbahn Zürich–Höngg AG. Ihre einspurige Strecke mit einer Spurweite von 1000 mm wurde am 27. August 1898 eröffnet. Sie begann am heutigen Escher-Wyss-Platz, überquerte die Limmat auf einem provisorischen Steg und endete nach 3,1 Kilometern an der Wartau.

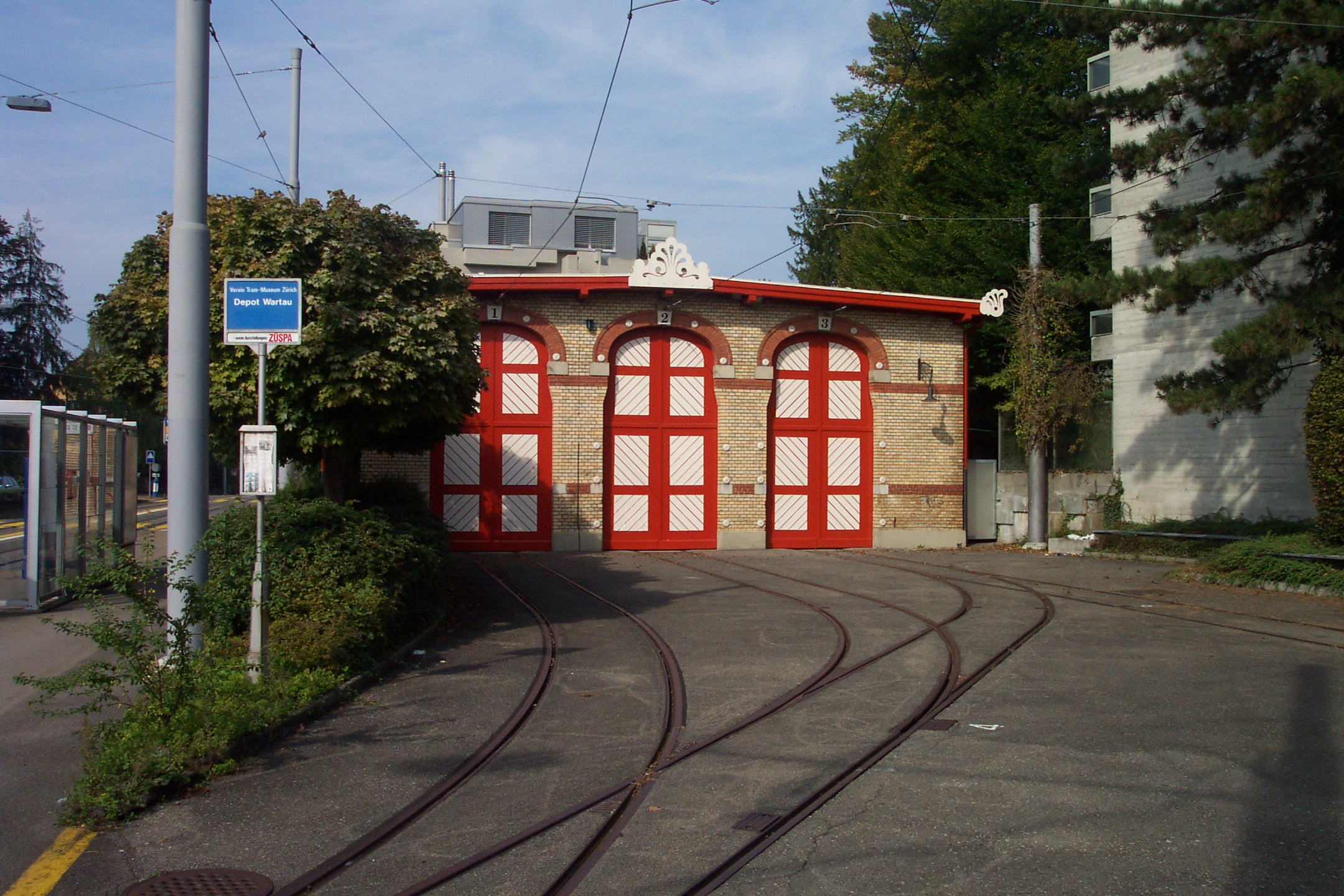
Ehemaliges Depot Wartau

Die Strecke der Z-H schloss an jene der vier Monate zuvor eröffneten Industriequartier-Strassenbahn (IStB) zum Hauptbahnhof an. Zunächst arbeitete die Z-H eng mit der IStB zusammen und überliess ihr die Betriebsführung; es gab gemeinsame Fahrscheine und durchgehende Züge. Nach zwei Jahren zerstritten sich die Partner, nachdem die IStB ohne Rücksprache eine Fahrplanänderung vorgenommen hatte. Die Z-H kündigte den Betriebsvertrag, so dass die Fahrgäste ab dem 29. September 1900 umsteigen und separate Fahrscheine lösen mussten. Beide Unternehmen achteten auf möglichst schlechte Anschlüsse zu den Trams der Konkurrenz. Auf die Ertragslage der Z-H wirkte sich dies negativ aus, da der dominierende Ausflugsverkehr am Sonntag stark zurückging und seitens der Arbeiter weiterhin kaum Nachfrage bestand. Die Situation verbesserte sich wieder 1903 nach der Übernahme der IStB durch die Stadt Zürich. Im selben Jahr wurde der Steg über die Limmat durch die Wipkingerbrücke ersetzt.
Die Z-H war zunehmend nicht mehr in der Lage, Unterhalt und Erneuerung der Anlagen zu finanzieren, weshalb es 1911 zu Verkaufsverhandlungen mit der Stadt kam. Am 1. Januar 1913 übernahm die Städtische Strassenbahn Zürich (StStZ) das Teilstück bis zur Gemeindegrenze zu Höngg sowie das gesamte Rollmaterial. Das verbleibende Teilstück bis zur Wartau ging per 1. Januar 1924 in den Besitz der StStZ über. Danach stand das ehemalige Depot der Z-H an der Endstation Wartau verschiedenen Gewerbebetrieben und dem Strasseninspektorat zur Verfügung. Von 1989 bis 2007 präsentierte das Tram-Museum Zürich darin seine Sammlung historischer Strassenbahnfahrzeuge.